# Flughafen Cúcuta

i8
i11
i13
Der Flughafen Cúcuta (spanisch El Aeropuerto Internacional Camilo Daza; IATA-Code: CUC, ICAO-Code: SKCC) ist ein öffentlicher Flughafen 5 km von Cúcuta im Norte de Santander, Kolumbien entfernt.

## Flughafendaten
Der Flughafen hat zwei Asphaltpisten: 03/21 mit 1925 m und 16/34 mit 2244 m Länge. Beide haben 45 m Breite. Er liegt auf einer Seehöhe von 332 m. Der Flughafen hat eine Passagierkapazität von etwa 3 Mio.

## Geschichte
Der Flughafen wurde am 10. Oktober 1971 eingeweiht. Im Jahr 1980 wurde der Flughafen zu Ehren des kolumbianischen Unabhängigkeitshelden in Camilo Daza International Airport umbenannt.

## Flugbetrieb
Im Jahr 2022 wurden 1.674.000 Passagiere transportiert. 2021 wurden 9.370 Flugbewegungen durchgeführt.
Avianca, Clic Air, LATAM Airlines sind die wichtigsten Fluggesellschaften, ⁣⁣die den Flughafen bedienen sowie Viva Air Colombia bis zu ihrer Insolvenz im Jahr 2023.

## Zwischenfälle
- Am 28. Januar 1962 verunglückte eine Douglas DC-4/C-54B der kolumbianischen Avianca (Luftfahrzeugkennzeichen HK-130) bei der Landung auf dem Flughafen Cucuta. Bei einer sehr harten Landung wurde das Hauptfahrwerk in die Tragfläche gedrückt und riss darin Treibstofftanks auf. Durch das auslaufende Benzin entstand ein Brand, das Flugzeug wurde irreparabel beschädigt. Alle 54 Insassen überlebten.[6]

- Am 4. Oktober 1965 geriet an einer Curtiss C-46A-50-CU Commando der kolumbianischen SEA Colombia (HK-613) das Triebwerk Nr. 2 (rechts) im Steigflug vom Flughafen Cúcuta in Brand. Beim Versuch der Rückkehr löste sich dieses Triebwerk, und die rechte Tragfläche brach ab. Die Maschine schlug 5 Kilometer westlich von Cucuta auf dem Boden auf. Gründe für den Triebwerksbrand waren Wartungsfehler in Form von unzureichender Wartung und Inspektion sowie die Nichteinhaltung der Technischen Richtlinie Nr. 62-10-2 (Aerocivil C-46-39). Durch diese Wartungsfehler wurden alle 4 Insassen getötet, drei Besatzungsmitglieder und ein Passagier.[7]

- Am 8. Juni 1974 stürzte eine aus Bucaramanga kommende Vickers Viscount 785D der kolumbianischen Aerolineas TAO (HK-1058) bei San Cayetano, 13 Kilometer südwestlich des Zielflughafens von Cúcuta ab. Während des Sinkflugs brach das gesamte linke Höhenleitwerk ab, was zum Kontrollverlust und Absturz mit einem Neigungswinkel von 60° führte. Das Abbrechen war durch einen Ermüdungsbruch am Anschluss der Höhenflosse am Rumpf ausgelöst worden. Alle 44 Insassen, sechs Besatzungsmitglieder und 38 Passagiere, wurden getötet.[8][9]

- Am 17. März 1988 wurde eine Boeing 727-21 der kolumbianischen Avianca (HK-1716) im Steigflug nach dem Start vom Flughafen Cúcuta in den Berg El Espartillo geflogen (Controlled flight into Terrain (CFIT)). Auslöser für das Fliegen einer unerlaubten Abkürzung und die fehlende Orientierung waren selbst erzeugte Eile und die Anwesenheit eines extrem geschwätzigen weiteren Piloten, der als Passagier im Cockpit mitflog. Alle 136 Passagiere und 7 Besatzungsmitglieder kamen ums Leben.[10]